# Gymnothorax angusticeps
Gymnothorax angusticeps es una especie de pez de la familia de los morénidas, en el orden de los Anguilliformes.

## Morfología
Los machos pueden llegar a alcanzar los 51 cm de longitud total.

## Distribución geográfica
Se encuentra en el Perú.